# Manse (rivière)
Pour les articles homonymes, voir Manse.
La Manse est une rivière française qui coule dans le département d'Indre-et-Loire, en région Centre-Val de Loire. C'est un affluent droit de la Vienne, donc un sous-affluent de la Loire.

## Géographie
La Manse prend sa source sur le territoire de la commune de Bossée, sur le plateau de Sainte-Maure, à l'altitude 117 mètres, à l'est de la ville de Sainte-Maure-de-Touraine, dans le département d'Indre-et-Loire. Dès sa naissance, elle s'oriente droit vers l'ouest, direction qu'elle maintient globalement tout au long de son parcours. Elle a son confluent avec la Vienne, en rive droite, au niveau de la commune de L'Île-Bouchard. La longueur de son cours d'eau est de 30,5 km.

### Communes et cantons traversés
La Manse traverse ou longe d'amont en aval le territoire des onze communes suivantes :
- Département d'Indre-et-Loire :
  - Bossée, Sepmes, Draché, Sainte-Maure-de-Touraine, Noyant-de-Touraine, Saint-Épain, Crissay-sur-Manse, Avon-les-Roches, Crouzilles, Panzoult et L'Île-Bouchard.

### Bassin versant
La Manse traverse une seule zone hydrographique La Vienne de la Bourouse (NC) à la Manse (C) (L702) pour 20 311 km2 de superficie.

## Affluents
La Manse a dix tronçons affluents référencés

## Hydrologie
La Manse est une rivière assez régulière dans le contexte du bassin ligérien.

### La Manse à Saint-Épain
Son débit a été observé sur une période de 11 ans (1974-1985), à Saint-Épain, localité du département d'Indre-et-Loire située à une dizaine de kilomètres de son confluent avec la Vienne. Le bassin versant de la rivière y est de 140 km2 (soit plus de 90 % de sa totalité[réf. nécessaire]).
Le module de la rivière à Saint-Épain a été de 0,93 m3/s.
La Manse présente des fluctuations saisonnières de débit modérées. Les hautes eaux ont lieu en hiver, portant le débit mensuel moyen dans une fourchette située entre 1,23 et 1,93 m3/s, de décembre à mars inclus (avec un maximum accusé en février). Dès le mois d'avril, le débit mensuel diminue rapidement jusqu'aux basses eaux d'été-automne. Celles-ci se déroulent de juin à octobre inclus, accompagnées d'une baisse du débit moyen mensuel allant jusqu'à 0,49 m3/s au mois de septembre (490 litres/s), ce qui reste très confortable pour un cours d'eau de cette taille. Mais les fluctuations de débit sont plus prononcées sur de plus courtes périodes ou selon les années.

### Crues
Les crues sont généralement d'importance modérée. La série des QIX ou débits instantanés de crues pour certaines périodes de retour, n'a pas été calculée étant donné l'insuffisance de la durée d'observation des débits.
Le débit instantané maximal enregistré à Saint-Épain durant cette période, a été de 27,6 m3/s le 27 mars 1980, tandis que la valeur journalière maximale était de 24,4 m3/s le 13 mai 1985.

### Lame d'eau et débit spécifique
La Manse est une rivière moyennement abondante. La lame d'eau écoulée dans son bassin versant est de 209 millimètres annuellement, ce qui est cependant nettement inférieur à la moyenne d'ensemble de la France tous bassins confondus (320 millimètres par an), et aussi à la moyenne du bassin de la Loire (245 millimètres par an). Le débit spécifique de la rivière (ou Qsp) atteint le chiffre de 6,64 litres par seconde et par kilomètre carré de bassin.